# 利澤簡 (大字)
利澤簡（噶瑪蘭語：Ritakkan），是臺灣宜蘭縣五結鄉的一個傳統地域名稱，位於該鄉南部。相較於今日行政區，其範圍大致為利澤村東半部。

## 歷史
台灣清治末期，利澤簡地區為一街庄，稱為「利澤簡庄」，隸屬於利澤簡堡。該庄昔日北邊西段隔羅東溪（今名冬山河）與鐤橄社庄為鄰，北邊東段與頂清水庄為鄰，東與下清水庄為鄰，南邊為成興庄、隆恩庄，西邊為五十二甲庄。
1901年（日明治三十四年）11月，該庄隸屬於宜蘭廳，編入第十三區。1905年（明治三十八年）7月，該區改名為「利澤簡區」。1920年（大正九年），該庄改制為「利澤簡」大字，隸屬於臺北州羅東郡五結庄，大字下有「利澤簡」、「下福」小字名。

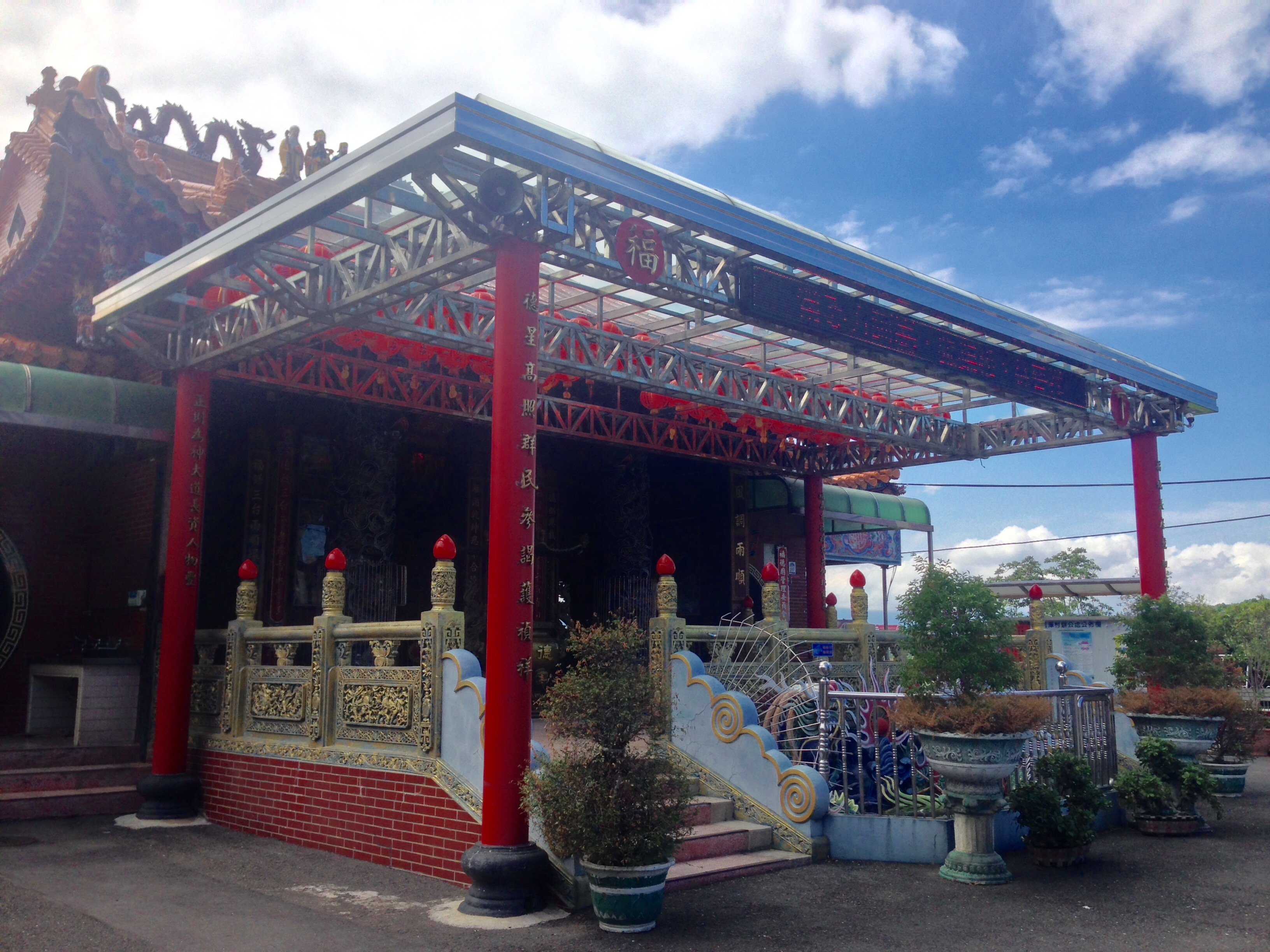
下福福德廟

戰後五結庄改制為五結鄉，隸屬於臺北縣，大字亦改制為村。1950年10月，北、基、宜分治，五結鄉改隸屬於宜蘭縣。

## 聚落
本地區發展較早的聚落有利澤簡、下福等，在日治期初期的官方地圖上已有記載。

## 交通
省道台2線（五濱路一段）是淡水關渡大橋至蘇澳的幹道，為台灣濱海公路系統之一，其中基隆至蘇澳路段又稱為「北部濱海公路」，大致以縱向經過利澤簡地區東北部凸出部分的東側邊界地帶。由該道路向北可前往壯圍、頭城、貢寮、瑞芳等地，向南可前往蘇澳並止於省道台9線路口。
省道台2戊線（親河路一段、利成路二段）是新店至蘇澳鎮聖湖的幹道，其北側端點位於本地區東北部凸出部分的東側邊界省道台2線路口。由此向西出境後不遠至省道台7丙線路口，轉南偏東回境內經下福後出境，可前往成興、猴猴、馬賽、隘丁、糞箕湖並止於省道台9線路口。
省道台7丙線（親河路一段）是大同鄉牛鬥橋至利澤簡的幹道，其東側端點位於本地區北部邊界外不遠處的省道台2戊線路口。由此向西出境後過冬山河可前往羅東、冬山西北部、三星、大同鄉牛鬥橋並止於省道台7線本線路口。
鄉道宜38線（利寶路）是利澤簡至下清水的道路，其西側端點位於本地區利澤簡聚落利澤東路路口。由此向東北東轉東南再轉東北東出境後，可前往下清水東北部海邊。

## 文化資產
- 利澤簡永安宮（縣定古蹟）
- 五結鄉利生醫院（縣定古蹟）
- 利澤簡廣惠宮（縣定古蹟）